# Allan Carlsson
Carl Allan Carlsson, później Ekebäck (ur. 8 listopada 1910 w Örebro, zm. 17 listopada 1983 w Norrköping) – szwedzki bokser, brązowy medalista letnich igrzysk olimpijskich w Los Angeles w kategorii piórkowej.